# 圣洛伦佐诺沃
圣洛伦佐诺沃（義大利語：San Lorenzo Nuovo），是意大利维泰博省的一个市镇。总面积28平方公里，人口2182人，人口密度77.9人/平方公里（2009年）。ISTAT代码为056047。